# Marie-Jeanne de Lalande
Marie-Jeanne "Amélie" Lefrançois de Lalande (née Marie-Jeanne Harlay, Parijs, 1768 – aldaar, 8 november 1832) was een Frans astronome en wiskundige.

## Biografie
Marie-Jeanne "Amélie" Harlay was de dochter van Jean François Harlay en Anne Elisabeth Cany, beiden leraar in Parijs. Op 27 september 1788 trouwde ze met Michel Jean Jérôme Lefrançois de Lalande (1766-1839), de zoon van Jean Lefrançois, de neef van de Franse astronoom Jérôme Lalande.
Jérôme Lalande bracht Michel na de zomervakantie van 1780 naar Parijs en leerde hem astronomie, in het bijzonder de technieken van telescopische observatie. In 1782 publiceerde Michel zijn eerste astronomisch artikel waarin hij zijn waarneming van een totale maansverduistering beschreef. Voordat ze met Michel trouwde, kreeg Amélie Harlay ook astronomietechnieken onderwezen door Lalande, die al snel besefte dat Amélie getalenteerd was in het leren van wiskundige technieken. Amélie en Michel werkten voor hun huwelijk samen, Michel als deskundige waarnemer en Amélie ondernam grote hoeveelheden rekenkundig werk dat ze met grote nauwkeurigheid en snelheid kon doen. 
Amélie en Michel Lefrançois de Lalande hadden vier kinderen. Op 1 januari 1789 beviel ze van hun eerste kind, dat ze Isaac Lefrançois de Lalande noemden ter ere van Isaac Newton. Op 20 januari 1790 werd hun eerste dochter geboren. Op dezelfde dag werd de door Caroline Herschel ontdekte komeet voor het eerst zichtbaar in Parijs, dus noemden ze hun dochter Carolina Lefrançois de Lalande. Helaas stierf ze toen ze nog een baby was. Hun tweede dochter werd geboren op 27 juli 1793 en heette Charlotte Uranie Lefrançois de Lalande, genoemd naar Urania, met als peetvader de astronoom Jean-Baptiste Delambre, en als meter Charlotte van Saksen-Meiningen, hertogin van Gotha. Hun vierde en laatste kind werd geboren op 26 maart 1802 en heette Charles Auguste Frédéric Jérôme Lefrançois de Lalande.

## Oeuvre
Ze berekende de dienstregelingen van de marine die werden gepubliceerd in de Abrégé de navigation historique historique theoretische et pratique avec tables heures (1793) van Joseph Jérôme Lalande. Met deze tabellen konden zeelieden hun positie op zee bepalen door de hoogte van de zon en de sterren te berekenen.
In 1791 was haar expertise zodanig dat ze de zoon van de astronoom Jean-Dominique de Cassini (bekend als Cassini IV) zijn eerste waarneming liet doen aan het Collège de France. 
Haar werken werden opgenomen in de Connaissance des Temps, de jaarlijkse efemeriden gepubliceerd door Lalande van 1794 tot 1806.
In 1799 stelde ze een catalogus van 10.000 sterren op. Ze werkte ook mee aan het schrijven van de l'Histoire céleste française van Lalande, gepubliceerd in 1801. Het werk geeft de positie van 47.390 sterren aan.

## Vernoemd
In 1991 werd een inslagkrater op de planeet Venus naar haar vernoemd.
- Bibliothèque nationale de France: cb10742619r (data)
- Système universitaire de documentation: 259350389
- Virtual International Authority File: 7654164479569526210000